# 航宙軍軍官成為冒險者
《航宙軍軍官成為冒險者》（日语：航宙軍士官、冒険者になる）是由伊藤暖彥所著的日本輕小說。日文文庫版由Fami通文庫出版，並由himesuz擔任插畫與人物設計，2019年12月為止出版4卷。線上漫畫版由たくま朋正編製。
本作獲得「店員最愛輕小說大賞2019」單行本部門第1名。

## 概要
從2017年8月10日起在「成為小說家吧」上連載。2018年11月30日由Fami通文庫開始出版文庫版，文庫化後仍繼續在「成為小說家吧」連載。後續記述內容以文庫版為準，提及「成為小說家吧」版時會以「Web版」記述。

## 簡介
帝國航宙軍軍官艾倫・格林多所搭乘的軍艦在超空間航行中受到未知的攻擊，艾倫成了唯一的倖存者。航宙艦變成無法航行的狀態，於是艾倫乘坐逃生艙緊急降落到眼前的行星上。雖然他感到絕望，但是對於在降落的行星上，有繁榮著與艾倫的遺傳子系譜相通的人類而感到驚訝，再加上這個行星上的人竟然會使用「魔法」。艾倫與他共生的奈米機器〔奈諾姆〕，只好一邊運用科學技術來調查「劍與魔法的世界」，一邊度過求生的生活……

## 主要登場角色
艾倫・格林多
銀河帝國航宙軍宙兵隊的軍官。由於除了他以外的乘組員都已經死亡了，於是就任航宙艦伊莉絲的艦長，在那不久後緊急逃生到未知的行星上。
伊莉絲・康拉德
航宙艦伊莉絲・康拉德的AI。其虛擬人物外觀是戰死的伊莉絲・康拉德准將生前的容貌。
克萊莉婭・斯塔拜因
斯塔維克（スターヴェーク）王國王女。因為（王族）被謀反而離開了國家。擅長火魔法與劍術。
艾爾娜・諾里安
年輕時被提拔為克萊莉婭近衛騎士的劍術和魔法好手。愛好是縫紉，其本領是能獨自一人製作出禮服。

## 用語、世界觀
奈諾姆（NanoM）
所謂奈諾姆，只要是航宙軍士兵都會在體內共生・培養的，軍用奈米機器（Nanometer-scale Machine）的簡稱。
它是一種需用電子顯微鏡才能看見的極小型機器，單體上沒有什麼功能，最低限度也要形成一千億個以上的集合體才能發揮功能的系統。
具備AI機能、體內的監視器、醫療・修復功能、能夠完全存取來自五官的感覺、短距離通信機能等等，可以說是一種多功能系統。
無法從人類的常吃下肚的成分來製作，需要特殊的稀有金屬來製作。
蟲族（BUGs）
外觀看起來像是昆蟲變大的智慧生命體，現在已經有各式各樣的類型被確認了。
最基本的類型是，長的像八條腿的蟑螂身形稍微拉長而上半身向後仰起的類型。
身體被硬邦邦的體毛和外殼覆蓋著，光是這樣就讓人類充分動搖並感到恐懼，更加上極其骯髒、非常油膩膩地，在其上寄宿著數種的寄生蟲。
擁有遠超人類的戰鬥能力，赤手空拳與之戰鬥是完全敵不過的。
但是，在經歷千年的戰鬥中人類一直努力著改善其差距，現在已經成功提高了戰鬥力，只要是航宙軍航宙兵的話，就可以在空手戰鬥中進行對等的互戰。
雖然蟲族也擁有能够進行超空間航行的科技，但在科技方面，人類一直領先數個階段。
蟲族的可怕之處在於其壓倒性的數量。蟲族瞄準的殖民行星會被陸續出現的蟲族艦隊襲擊。
專家分析，人類和蟲族的生產率、種族數量的比為1比6。但是，一般認為被發現的蟲族殖民星上沒有特別的生產力，殖民星的數量和人類也沒有太大差別。
基於此，專家們認為在某處有存在著被認為是蟲族母星系的大規模繁殖・生產據點的說法比較有力，只要能够發現並殲滅它們，就能結束這場長期的戰爭。
- 軍階

（註：整理自作者的描述，為作品內虛構的軍階，與現實世界不見得一致）
上級軍官
准將
中級軍官
中校
少校
下級軍官
上尉
中尉
少尉
上級士官（註：日文中的「下士官」指的是中文裡的「士官」，參見：士官）
准尉（特設軍階，平時不會被任命此軍階。註：本作品的准尉是指「上級士官型」的士官，而非軍官，參見：准尉）
士官長（上級曹長）（註：本作品的「上級曹長」，大抵來說是指士官的最高階）
上士
士兵
一等兵
- 星際船艦

（註：整理自作者的描述，為作品內虛構的船艦，與現實世界不見得一致）
- 銀河帝國

- 銀河級無畏戰艦（ギャラクシー級の弩級戦艦，又稱「銀河級大型戰艦」）（註：日文中的「弩級戦艦」相當於中文的「無畏(級)戰艦」）

- 伊莉絲・康拉德

- 星級重巡洋艦（スター級重巡洋艦）

- 西奧
- 西奧Ⅱ（テオⅡ）

- 衛星級驅除艦（サテライト級駆逐艦）

- 蟲族

- BG-Ⅲ型巡洋艦
- BG-I型巡洋艦

- 阿瑞斯（アレス）行星／世界用的貨幣對日圓的換算價值

| 銅幣   | 一百日圓   |
| 大銅幣 | 一千日圓   |
| 銀幣   | 一萬日圓   |
| 大銀幣 | 十萬日圓   |
| 金幣   | 一百萬日圓 |
| 大金幣 | 一千萬日圓 |
| 白金幣 | 一億日圓   |

## 書籍情報

### 小說
- Fami通文庫版

| 卷數 | 標題                      | 出版發行       | ISBN                   |
| ---- | ------------------------- | -------------- | ---------------------- |
| 1    | 航宙軍士官、冒険者になる  | 2018年11月30日 | ISBN 978-4-04-735386-2 |
| 2    | 航宙軍士官、冒険者になる2 | 2019年3月30日  | ISBN 978-4-04-735545-3 |
| 3    | 航宙軍士官、冒険者になる3 | 2019年8月30日  | ISBN 978-4-04-735727-3 |
| 4    | 航宙軍士官、冒険者になる4 | 2019年12月27日 | ISBN 978-4-04-735870-6 |

## 外部連結
- 航宙軍士官、冒険者になる 特設サイト （页面存档备份，存于）
- 小説家になろう作品 PV